# Резонанс Лидова — Козаи
Резонанс Лидова — Козаи — в небесной механике периодическое изменение соотношения эксцентриситета и наклонения орбиты под воздействием массивного тела или тел. Либрации (колебанию около постоянного значения) подвержен аргумент перицентра.
Этот эффект был описан в 1961 году советским учёным в области небесной механики и динамики космических полётов М. Л. Лидовым при исследовании орбит искусственных и естественных спутников планет и в 1962 году японским астрономом Ёсихидэ Кодзаи, когда он анализировал орбиты астероидов. Как показали дальнейшие исследования, резонанс Лидова — Козаи является важным фактором, формирующим орбиты нерегулярных спутников планет, транснептуновых объектов, а также внесолнечных планет и кратных звёздных систем.

## Описание явления

Схема аргумента перицентра

Для орбиты небесного тела с эксцентриситетом {\displaystyle e} и наклонением {\displaystyle i}, которое вращается вокруг большего тела, сохраняется следующее постоянное соотношение:
{\displaystyle {\sqrt {(1-e^{2})}}\cos i}
Глядя на это соотношение, можно сказать, что эксцентриситет может быть «обменян» на наклонение и наоборот, и это периодическое колебание может привести к резонансу между двумя небесными телами. Таким образом, почти круговые, чрезвычайно наклонные орбиты могут получить очень большой эксцентриситет в обмен на меньшее наклонение. Так, например, увеличивающийся эксцентриситет, при постоянной большой полуоси уменьшает расстояние между объектами в перигелии, и этот механизм может заставить кометы становиться околосолнечными.
Как правило, для объектов на орбитах с небольшим наклонением подобные колебания приводят к прецессии аргумента перицентра. Начинаясь с некоторого значения угла, прецессия переходит в либрацию около одного из двух значений угла:90° или 270°, то есть перицентр (точка максимального сближения) будет колебаться вокруг этого значения. Минимальный угол наклонения называется углом Козаи и равен:
{\displaystyle \arccos \left({\sqrt {\frac {3}{5}}}\right)\approx 39.2^{o}}
Для ретроградных спутников он равен 140,8°.
Физически эффект связан с передачей момента импульса и сохранением его общего количества в связанной системе (см. также интеграл Якоби).

## Примеры и применение
Механизм Лидова является причиной того, что небесное тело располагается в перицентре, когда оно находится на самом большом расстоянии от экваториальной плоскости. Этот эффект — одна из причин того, что Плутон защищён от столкновений с Нептуном.
Резонанс Лидова также устанавливает ограничения для орбит, возможных в пределах системы, например:
- для регулярных спутников планет: если орбита спутника планеты будет сильно наклонена к орбите планеты, то эксцентриситет спутниковой орбиты будет увеличиваться до тех пор пока спутник не будет разрушен приливными силами при очередном сближении[1].
- для нерегулярных спутников: растущий эксцентриситет приведёт к столкновению с другим спутником (центральной планетой), или, при их отсутствии, рост апоцентрического расстояния может выбросить спутник из сферы Хилла планеты.

Резонанс Лидова — Козаи использовался при обнаружении внешних планет солнечной системы (Девятая планета), а также при исследовании экзопланет.